# Incline Village
Incline Village é uma região censitária no condado de Washoe, estado do Nevada, nos Estados Unidos. Fica na margem norte do lago Tahoe. A população era de 8.777 habitantes, segundo o censo efetuado em 2010. Faz parte da região estatística de Reno–Sparks Metropolitan Statistical Area. Até 2010, fazia parte da região censitária de Incline Village-Crystal Bay. Em 2010, foram criadas duas regiões censitárias: Incline Village e Crystal Bay.

## Geografia
O centro da cidade fica a 1.940 m de altitude.De acordo com o United States Census Bureau, a região censo tinha 56,3 km², sendo 55,8 km2 de terra e 0,5 km² de água.

## Demografia
Segundo o censo de 2010, viviam em Incline Village, 8.777 pessoas, correspondendo a 3.765 lares e 2.335 famílias. A densidade populacional era de 157.3/km². Em relação à origem racial, 86,9% dos habitantes eram brancos, 0,3% eram de afro-americanos, 0,3% nativos norte-americanos, 2,2% asiáticos, 0,1% das ilhas do Pacífico, 8,1% de outras etnias, os hispânicos eram 17,8% 2,1% de duas ou mais etnias.

## Atividades económicas
A principal atividade económica de Incline é o setor imobiliário com vendas de mil milhões de dólares (Portugal)/ um bilhão  de dólares (Brasil) em 2005 (antes dos problemas de subprime de 2008).

## Imprensa
Os jornais locais são o  North Lake Tahoe Bonanza e Inside Incline.

## Educação
A área é servida pelo Washoe County School District. As escolas púbkicas na região censo são Incline Elementary, Middle  e High School (public, K–12). The Lake Tahoe School é uma escola privada para K–8).
Sierra Nevada College fica localizada em  Incline.

## Residentes notáveis
- Dale Brown, romancista
- Warren Buffett, homem de negócios, teve aqui uma casa na década de 1980
- David Coverdale, fundador e líder da banda Whitesnake
- David Duffield, antigo diretor da PeopleSoft
- Joe Francis, fundador da Mantra Films, Inc.
- Mike Love, membro da banda The Beach Boys
- Michael Milken, financeiro e filantropo, preso por irregularidades financeiras [4]
- Charles H. Moore, inventor da linguagem Forth